# Xanthoperla acuta
Xanthoperla acuta is een steenvlieg uit de familie groene steenvliegen (Chloroperlidae). De wetenschappelijke naam van de soort is voor het eerst geldig gepubliceerd in 1980 door Zwick.